# Pier Giorgio Merli
Pour les articles homonymes, voir Merli.
Pier Giorgio Merli (Forlì, 1943 - Marina di Ravenna, 24 février 2008) est un physicien italien. 
Diplômé de l’université de Bologne en 1967, il a orienté ses recherches dans le domaine de la microscopie électronique.

## Biographie
En 1974, avec ses collègues Gianfranco Missiroli et Giulio Pozzi, il réalise une expérience fondamentale sur l'interférence d'électrons uniques à partir des fentes de Young, très importante pour la physique quantique.
Parmi ses autres recherches fondamentales, notons celles sur la recristallisation du silicium provoquée par des faisceaux d'ions et celles sur les critères de formation d'images dans le domaine de la microscopie électronique.
Il travaille à l'Institut de microélectronique et microsystèmes du Conseil national de la recherche de Bologne et se spécialise en mécanique quantique.
Il publie plus d'une centaine d'articles scientifiques dans des revues italiennes et internationales.
Il est mort par noyade dans le port de Marina di Ravenna le 24 février 2008.